# 暴雪将至
《暴雪将至》是一部2017年上映的中国新黑色悬疑片，由董越编剧、导演，段奕宏、江一燕主演。

## 剧情简介
故事背景设定在1990年代即将面对大下岗风潮的国有工厂。余国伟（段奕宏 饰）是保卫科的职工，连续女性被杀案的最新一桩发生在他们工厂外，虽然死者并不是他们工厂的职工，但想进入体制内的企图让余国伟对这件案子特别上心。嗅觉和耐心让余国伟曾经离犯案者只有一步之遥，不过也让他的徒弟交了命，下定决心追到凶手的余国伟不惜利用舞女（江一燕 饰）做诱饵，私心被发现后舞女在他面前跳下铁轨自杀，被逼到绝境的余国伟没忍住对怀疑人下了重手。十年后，从监狱里出来的余国伟从办案警察那里知道真正的凶手已经在归案前死于车祸。

## 獎項及提名

### 第55屆金馬獎
| 年份   | 獲提名         | 獎項               | 結果 |
| ------ | -------------- | ------------------ | ---- |
| 2018年 | 董越           | 最佳新導演         | 提名 |
| 2018年 | 段奕宏         | 最佳男主角         | 提名 |
| 2018年 | 董越           | 最佳原著劇本       | 提名 |
| 2018年 | 劉強           | 最佳美術設計       | 提名 |
| 2018年 | 劉強、李華     | 最佳造型設計       | 提名 |
| 2018年 | 龍筱竹、張金岩 | 最佳音效           | 提名 |
| 2018年 | 《暴雪將至》   | 國際影評人費比西獎 | 獲獎 |

### 第18届华语电影传媒盛典
| 年份   | 獲提名 | 獎項       | 結果 |
| ------ | ------ | ---------- | ---- |
| 2018年 | 董越   | 年度新导演 | 提名 |
| 2018年 | 段奕宏 | 年度男主角 | 獲獎 |